# Channel 3
Channel 3 (Tailandès: สถานีโทรทัศน์ไทยทีวีสีช่อง 3 [ช่อง 3 เอชดี ช่อง 33]) és una cadena de televisió gratuïta tailandesa que es va llançar el 26 de març de 1970 com la primera cadena de televisió comercial de Tailàndia. El canal 3 està operat per BEC Multimedia Company Limited ("BECM"), una filial de l'empresa BEC World Public Company Limited. La xarxa té la seu central a les Torres Maleenond de Bangkok.